# Intelligent Sound Alliance (ISA)
Intelligent Sound Alliance (ISA) — український альянс ді-джеїв, заснований у 2016 році. Склад: Antai (Антон Білоус), Bolotin (Андрій Болотін), Guy Richard (Руслан Гуров). Колектив створює музику в стилях Techno, Deep Tech, Electronica.

## Склад
- Antai — музичний директор радіо «DJFM», автор радіошоу «Intelligent Sound». Учасник відомих фестивалів «Global Gathering Ukraine», «Godskitchen», «Red Bull Dance Portal».[4][5][6][7][8][9][10][11][12]
- Bolotin — музичний продюсер проекту «Oleynik», резидент майданчиків «L8 Park» і «Boom Boom Room».[13][14][15][16][17][18]
- Guy Richard — засновник проекту «Sommelier», виступав у клубах «Ikon Bar», «Boom Boom Room», «Mantra», «Forsage», учасник «Global Gathering».[19][20][21][22][23][24][25]

### Музичні напрямки
- Guy Richard (Руслан Гуров) — електроніка;
- Antai (Антон Білоус) — тек-хауз, діп-тек;
- Bolotin (Андрій Болотін) — техно;

## Дискографія
- Дебютний EP альбом «Shamanic Trip» вийшов 15 листопада 2016[26].